# Gillet Herstal

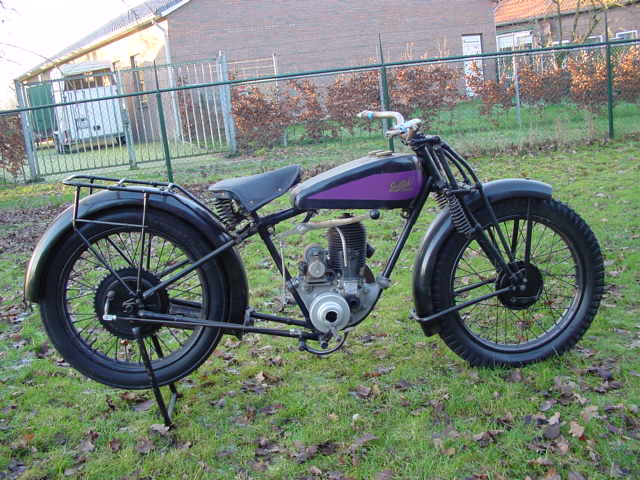
Gillet 1928 "Tour du monde"

Gillet Herstal fue un fabricante belga de motocicletas y automóviles basada en Herstal.

## Historia
Fue fundada en 1919 con la producción de motocicletas, cerrando la producción en 1958.

### Automóviles
De 1928 a 1929 Gillet Herstal produjo un pequeño automóvil triciclo, el cual estaba equipado con un motor de motocicleta. El 22 de septiembre de 1929 en Malle, uno de estos vehículos obtuvo la marca de velocidad en tierra en la categoría Cyclecar 500, con una velocidad de 117,647 km/h.